# Angela Anaconda
Angela Anaconda ist eine kanadisch-US-amerikanische Zeichentrickserie aus den Jahren 1999 bis 2002.
Die Serie basiert auf zwei Kurzclips der Sendung KaBlam!, nämlich The First Flush of Love und Chew on That Gum. In diesen war der Animationsstil leicht verändert mit niederländischen Untertiteln.
Sämtliche Figuren wie auch die Kulissen stammen aus dem Computer, auch wenn die Darsteller so aussehen, als wären sie per Hand ausgeschnitten und zusammengeklebt worden. Die meisten Gesichter sind Mischungen aus Katalogfotos, Computergrafik und Kolorierung per Buntstift. Lediglich Mrs. Brinks, Mr. Manoir und Miss Yamagatchi sind frei erfundene und gestaltete Figuren.

## Handlung
Angela Anaconda lebt mit ihren zwei Brüdern, der kleinen Schwester und ihren Eltern, einer Künstlerin und einem erfolglosen Erfinder, sowie ihrer Hündin King in der fiktiven amerikanischen Kleinstadt Tapwater Springs (wörtlich Leitungswasserquellen). Sie geht dort in die Tapwater Springs Elementary School und muss sich gegen ihre Feindin Nanette und ihre Lehrerin Mrs. Brinks behaupten, dabei stehen ihre Freunde Gina Lash, Johnny Abatti und Gordy Rhinehart ihr immer zur Seite. Bemerkenswert sind außerdem die für eine Kinderserie oftmals ungewöhnlichen Dialoge; so sprechen sich die Figuren sehr häufig bei ihrem Vor- und Nachnamen an, sie verwenden auffällig oft Alliterationen und Redundanzen (besonders die Hauptfigur Angela bedient sich dieser Stilmittel bei emotionaler Erregung oft).

## Figuren

### Familie Anaconda
- Angela Anaconda

Sie ist die Hauptperson der Serie. Sie ist ein brünettes, sehr schmächtiges Mädchen mit Sommersprossen und einem orangeroten Kleid. Sie ist sehr vorlaut und weiß sich immer gegen ihre Brüder sowie gegen Nanette Manoir und ihre Lehrerin zu behaupten. Angela besitzt eine äußerst ausgeprägte, farbenfrohe Fantasie. Nach einigen Erlebnissen verfällt sie in kunterbunte Tagträume, in denen sie den ihr unsympathischen Mitmenschen, vor allem Nanette, ihre verdiente Strafe erteilt. In der Serie wird außerdem vereinzelt angedeutet, dass sie in Johnny verliebt ist. Sie ist zudem eine sehr treue Freundin und unterstützt selbst die absurdesten Pläne ihrer Freunde.
In den Originalclips hatte Angela überhaupt keine Freunde und war unsterblich in Johnny Abatti verliebt, dieser jedoch in die Schulzicke Nanette Manoir.
- Mark und Derek

Die zwei eher einfältigen, ca. 16-jährigen Brüder Angelas übernehmen die Rolle der dämlichen Schulrowdys. Ihr Hobby ist American Football und das Ärgern ihrer kleinen Schwester Angela. Mark hat schon eine Ex-Freundin, Raven, während Derek noch nie eine Freundin hatte.
- Baby Lulu

Lulu Anaconda ist die kleine Schwester von Angela Anaconda. Sie ist ca. 1 Jahr alt. Sie redet eigentlich noch nicht, fluchte aber in einer Episode: Ihr Vater schlug sich versehentlich mit einem Hammer auf den Daumen und sprach darauf ein Schimpfwort. Lulu griff das Wort auf und schockierte die Familie durch das Aussprechen des Wortes. Im Fernsehen wurde das gesprochene Schimpfwort durch ein Tröten ersetzt.
- Geneva „Gen“ Anaconda

Angelas Mutter ist eine dauerbeschäftigte Hausfrau und Künstlerin. Sie ist oft hektisch, doch trotzdem meist herzlich und manchmal ein wenig naiv. Wenn es sein muss, hält sie auch zu den Manoirs.
- Bill Anaconda

Der Vater der Familie ist eine ausgeglichene und pflichtbewusste Person. Er ist ein erfolgloser Erfinder. Er unternimmt sehr viel mit seinen Kindern.
- Louisa „Oma Lou“ Anaconda

Oma Lou ist eine abenteuerlustige Seniorin. Sie trägt Latzhosen und einen Tropenhelm. Lou lebt in Florida auf einer Alligatorfarm und trägt ein Holzbein. Ihr Lieblingsalligator heißt Barnie. Sie und Johnnys Großmutter waren einst beste Freundinnen, wie sich bei der Folge Alte Mädchen herausstellt, jedoch stritten sich beide um denselben Kerl.

### Familie Abatti
- Johnny Abatti

Johnny ist ein Junge italienischer Abstammung. Er hat dunkelblaues Haar und wohnt bei seiner Großmutter Nonna und seinem Onkel Nicky. Über seine Eltern ist nichts bekannt, da sie nie in der Serie auftauchen. Jedoch erwähnt Johnny sie in Folge 15, dass seine Eltern wegfahren, um ihren zehnten Hochzeitstag zu feiern. Johnny ist etwas „trottelig“ und bohrt oft in der Nase. Nanette flirtet oft mit ihm und ist die Einzige, die ihn mit „John“ statt mit „Johnny“ anredet, dieser hat jedoch keinerlei romantische Gefühle für sie. Er führt eine sehr starke Abneigung gegen Mortadella, mag aber liebend gerne die Pizza, die seine Großmutter in ihrer eigenen Pizzeria backt. Er ist zudem heimlich in Angela verliebt, was sehr gut in der Episode „Hot Bob and Chocolate“ sichtbar wird. Er wird hierbei auf Angelas „Freund“ Bob (welcher lediglich auf einer Karte für den Grammatik-Unterricht abgebildet ist) eifersüchtig. Er versucht, mit allen Mitteln Angelas Liebe zu gewinnen (durch höfliches Verhalten, einen Rosenstrauß etc.). Weitere Liebesbeweise finden sich in der Episode Rockabye Abatti. In dieser Folge übernachtet Angela bei Johnny. Dieser berührt sie auf dem Weg zur Küche und sagt, „dass das die beste Übernachtung werde“. Als Angela Johnnys neues Stockbett sieht und beeindruckt ist, lächelt Johnny sehr zufrieden und stolz. Zudem versucht er die müde Angela zu küssen. Zudem hat er ein sehr ausgeprägtes Temperament.
- Carmela „Nonna“ Abatti

Nonna Abatti ist eine italienische Seniorin und Nicky Abattis Mutter und Johnny Abattis Großmutter. Sie ist die Inhaberin der Pizzeria Abattis Pizza, welche sie mit strenger, aber gütiger Hand leitet. Sie und Lou waren einst beste Freundinnen, wie sich bei der Folge Alte Mädchen herausstellt, jedoch stritten sie sich um denselben Kerl. Im Pizzageschäft pflegte sie einst eine Feindschaft mit den Sabattos, jedoch vertrugen sie sich am Ende.
- Nicholas „Nicky“ Abatti

Johnny Abattis Onkel ist ein Kleinganove und eine Art Elvis-Wannabe. Er fährt einen Sportwagen einer fiktiven italienischen Marke. Nicky ist eitel und möchte nicht wahrhaben, dass er altert und zudem, dass seine Mutter ihn stets im Griff hat. Er ist in Ginas Mutter verliebt.

### Familie Rhinehart
- Gordy Rhinehart

Gordy Rhinehart ist ein blonder, labiler Junge mit lockigem Haar. Gordy ist, im Gegensatz zu seinem Vater, sehr unsportlich. Zudem ist er Brillenträger, starker Asthmatiker und Allergiker, was bei seinem Verhalten zu extrem hypochondrischen Verhaltensweisen führt. Außerdem ist er in Gina Lash verliebt.
- Coach Rhinehart

Gordys Vater ist der Football-Coach. Er ist eine sehr laute, harsche und strenge Person. Coach Rhinehart bildet das exakte Gegenteil zu seinem labilen Sohn Gordy, doch er liebt ihn von ganzem Herzen.

### Familie Lash
- Gina Lash

Gina Lash ist ein dickes, sehr schlaues Mädchen und Angelas beste Freundin. Sie trägt ein rosa Kleid und liebt Zimtschnecken. Gina Lash ist der weise Kopf der Clique, sie versucht Konflikte zu schlichten und ist äußerst vernünftig. Selten wird Gina selbst ausfallend. Man sieht sie im Laufe der Serie auch vereinzelt mit Jimmy Jamal, beispielsweise beim Essen oder auf dem Schulball, also könnte sie heimlich in ihn verliebt sein. Generell verliebt sich Gina schnell in „coole, beliebte“ Jungs oder Bad Boys, wie man in der Folge Johnny Travolta sieht. Zwar ist sie Angelas beste Freundin, aber sie wird leicht untreu und hält des Öfteren zu Nanette.
- Liz Lash

Ginas Mutter, Liz, ist schlank, brünett und kocht sehr gut. Sie taucht nur sehr selten in der Serie auf. Zudem hat sie im Laufe der Serie mehrere, jedoch ständig wechselnde Männerbekanntschaften. Ginas Vater wird aber nie gesehen oder erwähnt.

### Familie Manoir
- Nanette Manoir

Nanette Manoir geht in Angelas Klasse. Sie trägt einen schwarzen Rock, eine Bluse und ein Barett. Nanette ist Angelas Feindin. Sie spielt sich häufig auf, ist überheblich und arrogant und ist der Liebling der Lehrerin Mrs. Brinks. Sie ist das reichste Mädchen in Tapwater Springs und eine „Möchtegern-Französin“. In ihre Sprache baut sie französische Phrasen ein, die sie anschließend erklärt (Beispiel: „Au secours! Das ist französisch und bedeutet ‚Hilfe!‘“). Nanette und ihre anhänglichen Freundinnen Geraldine (engl. January) und Karlene lieben es, Angela und ihre Freunde zu ärgern. In den meisten Fällen kommen sie jedoch glimpflich davon. Nanette hat einen Pudel namens „Ooh La La“. Sie ist zudem sehr stark in Johnny verliebt, dieser erwidert die Gefühle jedoch nicht. Genau wie ihr Schwarm ist sie sehr temperamentvoll, jedoch auch äußerst berechnend und frühreif.
- Howell Manoir

Nanettes Vater, Howell, ist ein Großindustrieller, der seiner Tochter wenig Zuwendung schenkt, ihr anstelle dessen aber teure Dinge kauft. Er arbeitete schon des Öfteren (eigennützig) mit Bill Anaconda zusammen.
- Bunny Manoir

Bunny, Nanettes Mutter, ist eine blonde, große, schlanke Frau. Sie trägt ein pinkes Kostüm. Auch ihre Fürsorge gilt nicht Nanette, sondern eher materiellen Dingen. Sie schickt ihre Tochter aber zum Ballett, zu Benimmschulen oder zu namhaften Theaterregisseuren. Zudem besitzt sie den gleichen Frankreich-Fetisch wie ihre verzogene und oberflächliche Tochter.

### Familie Brinks
- Ephegenia Brinks

Mrs. Brinks ist Angelas strenge Grundschullehrerin. Sie hat ein sehr maskulines Auftreten, hat sehr große Hände, ist Brillen- und Perückenträgerin und trägt ein schwarzes, gepunktetes Kleid. Nanette ist ihr absoluter Liebling in der Klasse, Angela hingegen wird ständig von ihr bestraft und das, obwohl sie im Grunde genommen nie gegen die Regeln verstößt. Nur selten gelingt es Angela Anerkennung von ihrer Lehrerin zu ernten. Mrs. Brinks und ihr Mann sind leidenschaftliche FKK-Anhänger. Sie wird sowohl im Englischen als auch im Deutschen von einem Mann mit hochgestellter Stimme gesprochen. Sie bevorzugt Nanette deswegen, da deren Einschleim-Besuche nach der Schule bei ihr funktionieren. Zudem ist sie ihrem Mann gegenüber sehr untreu, da sie auch andere Männer attraktiv findet und mit ihnen flirtet. Sie pflegt eine Liebesrivalität mit Angelas und Johnnys Großmutter. Diese Verabscheuung beider Familien bekommt vor allem Angela deutlich zu spüren.
- Conrad „Connie“ Brinks

Connie Brinks ist der Ehemann von Ephegenia Brinks. Im Gegensatz zu seiner Frau ist er sehr freundlich zu den Kindern. Er ist wie seine Frau FKK-Anhänger. Er würde es nie wagen, seiner Frau zu widersprechen, da er ihre Beziehung nicht gefährden will. Früher war er der hübscheste Kerl in Tapwater Springs. Er brach Angelas und Johnnys Großmutter das Herz. Im Gegensatz zu seiner Frau verabscheut er Nanette.

### Weitere Charaktere
- Geraldine und Karlene

Geraldine und Karlene sind Nanettes Freundinnen. Sie haben keine eigene Meinung, machen Nanette alles nach und bestätigen ihre Aussagen. Für Nanette sind sie eher Untergebene als Freundinnen. Angela bezeichnet sie als „plappernde Püppchen“. In der englischen Version heißt Geraldine mit Vornamen January. In einer Folge gehört Karlene zu Angelas Clique, da sie von Nanette und Geraldine wegen einer Kunstpelz-Mütze verstoßen wurde, jedoch finden die drei am Ende der Folge wieder zueinander. Darüber hinaus war Karlene einst die Neue in Angelas Klasse und es stellt sich des Öfteren heraus, dass sie ein sehr großes Minderwertigkeitsgefühl besitzt.
- Josephine Praline

Josephine Praline ist ein strenggläubiges, katholisches Mädchen. Sie hat schwarze Haare, die zu einem Zopf gebunden sind. Sie ist das „gute Gewissen“ in Angelas Klasse und hatte einen Beichtstuhl auf der Mädchentoilette, wo ihre Mitschüler mit ihr über ihre Sorgen reden konnten. Sie hat 19 Geschwister. Ihre Mutter leidet an Agoraphobie, weswegen sie nie zu sehen ist, da sie das Haus niemals verlässt.
- Jimmy Jamal

Jimmy Jamal geht in Angelas Klasse. Er ist Afroamerikaner und spielt sehr oft mit seinem Game Boy. Zudem wird er gelegentlich mit Gina Lash gesehen. In einer Folge teilt er sein Essen mit ihr. Darüber hinaus wird in dieser Folge enthüllt, dass er keine Süßspeisen mag. Er geht außerdem  ins Fitnessstudio und sein Vater ist der Bürgermeister der Stadt. In einer Folge wird auch enthüllt, dass er Tagebuch schreibt.
- Candy May

Candy May hat eine blonde Kurzhaarfrisur. Sie scheint in ihrer geistigen Entwicklung sehr zurückgeblieben zu sein, da sie Mathe-Aufgaben bekommt, die schon Jahrgangsstufen zurückliegen. Zudem darf sie keine scharfen oder spitzen Gegenstände berühren und spielt sehr gerne mit Glitzer. Sie kann leicht manipuliert werden, ist aber sehr treu gegenüber ihrem Manipulator. Sie ist das größte Mädchen in Angelas Klasse und trägt einen Pullover mit einem Einhornaufdruck. Zudem besitzt sie einen Sprachfehler, welcher sie lispeln lässt.
- Alfredo

Alfredo ist der pflichtbewusste Butler der Familie Manoir und zudem ihr Chauffeur.
- Raven Schwartz

Raven Schwartz ist eine Teenagerin, die sich im Gothic-Stil kleidet sowie eine Vorliebe für Gruseliges und Ekliges hegt. Ihren ersten Auftritt hatte sie in der Folge Erste Liebe. Hier verliebt sich Angelas dümmlicher Bruder Mark in sie und die beiden werden ein Liebespaar, jedoch beendet Raven die Beziehung wieder, da Mark seine kleine Schwester Angela beleidigt. Sie ist außerdem sehr an Kunst interessiert und ist eine der besten Schülerinnen in Gens Kurs. In derselben Folge ist sie Angelas Babysitterin. Diese mag Raven sofort.
- Francisco

Francisco ist Liz’ Geschäftspartner und hispanischer Herkunft. Er ist selten zu sehen. Wenn er auf der Bildfläche zu sehen ist, flirtet er mit Liz.
- Miss Yamagatchi

Miss Yamagatchi ist eine japanokanadische Wissenschaftlerin. Klischeehaft für eine Person aus Japan schreit sie beim Reden sehr laut. Sie besitzt nicht sehr viele Auftritte. Generell scheint sie Kinder eher weniger zu mögen, da sie sich ihnen gegenüber sehr streng und genervt verhält. Lediglich in der Folge „Aberglaube“ zeigt sie ihre sanfte Seite. Ihr Nachname ist eine Anspielung auf das japanische Spielgerät Tamagotchi.
- Prinz Abdul

Prinz Abdul ist ein Prinz aus dem Morgenland. Sein erster Auftritt war in der Folge „Besuch aus dem Morgenland“. Er ist nicht nur der reichste Junge der Welt, sondern laut Angela auch der frechste. In seiner Debüt-Folge ist er in der Tapwater Springs-Grundschule zu Gast. In Angelas Klassenzimmer angekommen, verliebt er sich unsterblich in die Klassenzicke Nanette Manoir. Als Angela ihm eine Tour durch ihre Grundschule bietet, fragt er, ob „“sie„auch durch diese Hallen gehe“. Des Weiteren beschreibt er die „Schönheit“ von Nanettes „Haar, welches aus Goldfäden bestehe“. Er versucht nicht nur Nanette für sich zu gewinnen, sondern ärgert auch Johnny und lässt ihn von einem seiner Bodyguards in eine Mülltonne werfen. Als er ihn danach als „Müll“ beleidigt, wird Angela wütend und verprügelt ihn. Dieses defensive Verhalten Angelas erspielt ihr seine Liebe und Anerkennung. Anschließend, nachdem Mrs. Brinks beide auf eine Bank verdonnert, gesteht er Angela, dass er sie besser als Nanette finde und macht ihr sogar Avancen, damit sie ihn heiratet. Er hat auch in einigen Folgen Gastauftritte, da man ihn in einigen Menschenscharen sieht. Er gibt zudem in seiner ersten Folge an, ein Meister aller sieben Kampfkünste zu sein.

## Synchronisation
| Rolle                           | Originaler Synchronsprecher | Deutscher Synchronsprecher |
| ------------------------------- | --------------------------- | -------------------------- |
| Angela Anaconda                 | Sue Rose                    | Marie-Luise Schramm        |
| Gina Lash                       | Bryn McAuley                | Anna Predleus              |
| Johnny Abatti                   | Ali Mukaddam                | Tobias Müller              |
| Gordy Rhinehart                 | Edward Glen                 | Fabian Hollwitz            |
| Nanette Manoir                  | Ruby Smith-Merovitz         | Giuliana Jakobeit          |
| Mrs. Brinks                     | Richard Binsley             | Hans-Werner Bussinger      |
| Mark Anaconda                   | Rob Tinkler                 | Julien Haggège             |
| Derek Anaconda                  | Rob Tinkler                 | Julien Haggège             |
| Bill Anaconda                   |                             | Stefan Staudinger          |
| Francisco                       | Carlos Alazraqui            | Erich Räuker               |
| Nicholas „(Onkel) Nicky“ Abatti | Rob Tinkler                 | Björn Schalla              |
| Carmela „Nonna“ Abatti          |                             | Sonja Deutsch              |